# Aitern
Aitern är en kommun och ort i Landkreis Lörrach i regionen Schwarzwald-Baar-Heuberg i Regierungsbezirk Freiburg i förbundslandet Baden-Württemberg i Tyskland.
Kommunen ingår i kommunalförbundet Schönau im Schwarzwald tillsammans med staden Schönau im Schwarzwald och kommunerna Böllen, Fröhnd, Schönenberg, Tunau, Utzenfeld, Wembach och Wieden.